# 9e cérémonie des International Indian Film Academy Awards
La 9e cérémonie des International Indian Film Academy Awards s'est déroulée du 6 au 8 juin 2008 à Bangkok (Thaïlande), et a récompensé les performances des artistes du cinéma indien.

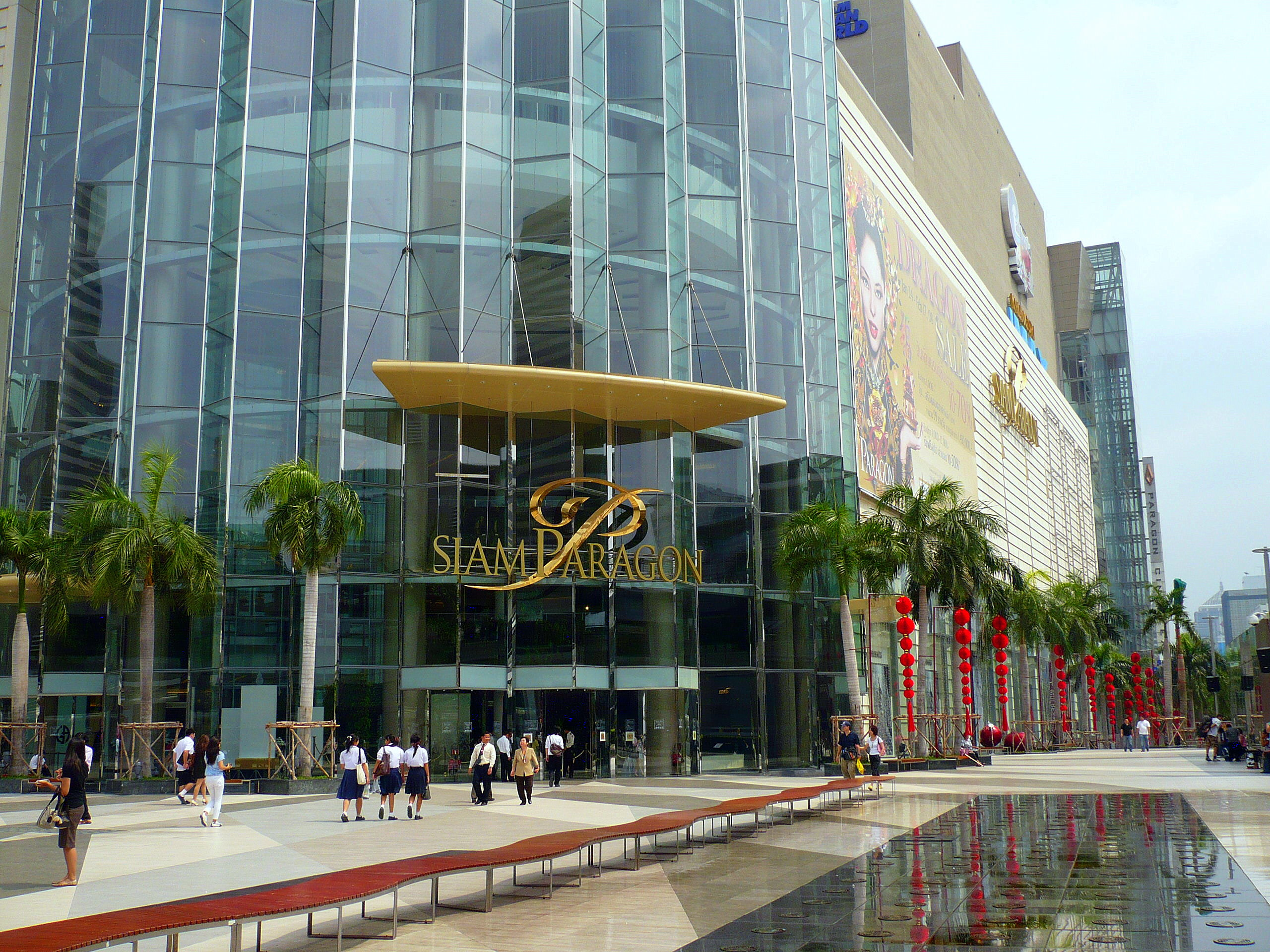
Le centre commercial Siam Paragon a été le site de la cérémonie finale (ici en mars 2008).

## Palmarès
Meilleur film :
- Chak De India : lauréat
- Guru
- Jab We Met
- Om Shanti Om
- Life In A Metro
- Partner (en)

Meilleur réalisateur :
- Shimit Amin - Chak De India : lauréat
- Anurag Basu - Life In A… Metro
- Imtiaz Ali - Jab We Met
- Mani Ratnam - Guru
- Priyadarshan - Bhool Bhulaiyaa
- David Dhawan - Partner (en)

Meilleur acteur :
- Shahrukh Khan - Chak De India : lauréat
- Abhishek Bachchan - Guru
- Akshay Kumar - Bhool Bhulaiyaa
- Salman Khan - Partner (en)
- Shahid Kapoor - Jab We Met

Meilleure actrice :
- Kareena Kapoor - Jab We Met : lauréate
- Aishwarya Rai - Guru
- Deepika Padukone - Om Shanti Om
- Tabu - Cheeni Kum
- Vidya Balan - Bhool Bhulaiyaa

Meilleure second rôle masculin :
- Irrfan Khan - Life In A… Metro : lauréat
- Anil Kapoor - Welcome
- Govinda - Partner (en)
- Mithun Chakraborty - Guru
- Rajat Kapoor - Bheja Fry

Meilleure second rôle féminin :
- Konkona Sen Sharma - Life In A… Metro : lauréate
- Chitrashi Rawat - Chak De India
- Rani Mukerji - Saawariya
- Vidya Balan - Guru
- Zohra Sehgal - Cheeni Kum

Meilleure performance dans un rôle comique :
- Govinda - Partner (en) : lauréat
- Irrfan Khan - Life In A… Metro
- Paresh Rawal - Bhool Bhulaiyaa
- Rajpal Yadav - Bhool Bhulaiyaa
- Vinay Pathak - Bheja Fry

Meilleure performance dans un rôle négatif :
- Vivek Oberoi - Shootout At Lokhandwala : lauréat
- Arjun Rampal - Om Shanti Om
- Kay Kay Menon - Life In A … Metro
- Shilpa Shukla - Chak De India
- Vidya Balan - Bhool Bhulaiyaa

Meilleure compositeur :
- A.R. Rahman - Barso Re (Guru) : lauréat
- Mika Ganpat - Ganpat (Shootout At Lokhandwala)
- Monty Sharma - Saawariya (Saawariya)
- Pritam - Hare Ram Hare Ram (Bhool Bhulaiyaa)
- Sajid - Wajid - Do U Wanna Partner (Partner (en))
- Salim - Sulaiman - Chak De India (Chak De India)

Meilleur scénariste :
- Jaideep Sahni (Chak De India) et Anurag Basu (Life In A… Metro) : lauréats
- Feroz Abbas Khan - Gandhi My Father
- Imtiaz Ali - Jab We Met
- Mani Ratnam - Guru
- R. Balki - Cheeni Kum

Meilleures paroles :
- Javed Akhtar - Main Agar Kahoon (Om Shanti Om) : lauréat
- Gulzar - Tere Bina (Guru)
- Jaideep Sahni - Chak De India (Chak De India)
- Sameer - Jab Se Tere Naina (Saawariya)
- Sayeed Quadri - In Dino (Life In A… Metro)

Meilleur chanteur de play-back :
- Shaan - Jabse Tere Naina (Saawariya) : lauréat
- KK - Aankhon Mein Teri (Om Shanti Om)
- Neeraj Shridhar - Hare Ram Hare Ram (Bhool Bhulaiyaa)
- Sukhvinder Singh - Chak De India (Chak De India)
- Wajid, Laabh Janjuwa - Soni De Nakhre (Partner (en))

Meilleure chanteuse de play-back :
- Shreya Ghoshal - Barso Re (Guru) : lauréate
- Shreya Ghoshal - Dholna (Bhool Bhulaiyaa)
- Shreya Ghoshal - Thode Badmash (Saawariya)
- Shreya Ghoshal - Ye Ishq Hai (Jab We Met)
- Sunidhi Chauhan - Aaja Nachle (Aaja Nachle)